# Трієра

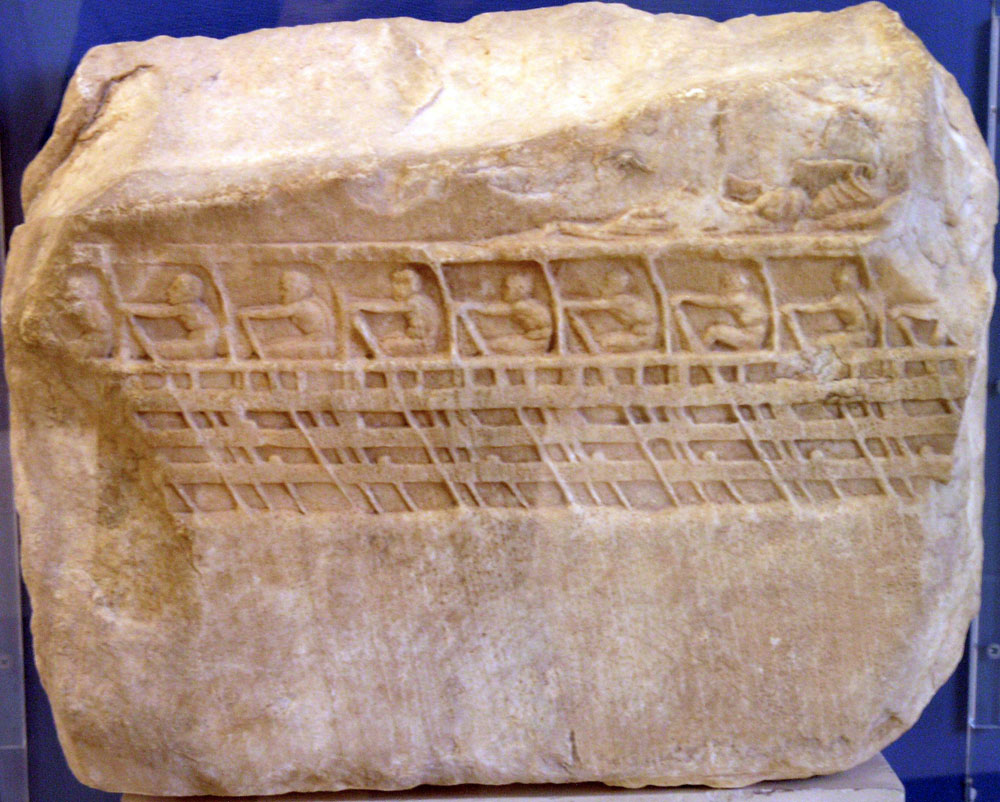
Веслярі на грецькій трієрі, фрагмент з Афінського акрополя, Новий музей акрополя

Трі́єра (дав.-гр. τριήρης) у Стародавній Греції, або три́рема (лат. trirēmis) у Стародавньому Римі — бойовий корабель античності, на якому веслярі розташовувалися в три яруси з обох бортів корабля (буквальний переклад грецької і латинської назв — «трирядник»). Це основний тип бойового корабля часів класичного періоду Давньої Греції.
За Фукідідом, перша трієра була збудована близько 650 року до нашої ери.

## Загальна характеристика
Перш за все слід відмітити, що трієри так само як й інші кораблі античності будувалися без використання поперечного набору. Якщо в пізніші часи дошки обшивки кріпилися до шпангоутів, то в античні часи дошки скріплювалися між собою за допомогою пазів та втулок. Внаслідок цього конструкція була значно легша ніж аналогічна з поперечним набором, але не така міцна. Відсутність високих шогл зменшувала вимоги до стійкості кораблів через те, що вони схоже не використовували баласт. Цілком дерев'яна конструкція мала позитивну плавучість. В давньогрецьких джерелах в описах битв пишуть не про затонулі кораблі, а про «притоплені» чи «розбиті». Тобто навіть протаранений корабель не тонув повністю, а плавав на поверхні в притопленому стані. Однак команда такого корабля, яка плавала тримаючись за нього, стоячи на його напівзалитій водою палубі, була повністю безпомічна перед ворогом.
На першому верхньому ярусі весел розміщувались, так звані, траніти (грец. θρανϊται). Трохи нижче сиділи зевгіти (грец. ζευγιται), найближче до води — таламіти (грец. θαλαμιται). У першому ярусі з кожної сторони сиділи 31 гребець, в інших двох — по 27.
Порти для весел нижнього ряду знаходилися дуже близько до води, тож навіть невеликі хвилі заливали їх. В таких випадках таламіти затягували свої весла в середину, а отвори затягували шкіряними пластирами — аскомами. Весла зігітів та транітів проходили через отвори в парадосі — спеціальному коробчатому розширенні корпусу вище ватерлінії, який нависав над водою. Ритм роботи веслярам задавав флейтист.
Весла різних рядів мали однакову довжину, близько 4-4,5 метрів. Це пояснюється тим, що веслярі різних рядів сиділи не на вертикалі один над одним, а на кривій яку утворював борт трієри — кожен верхній ряд далі від центру. Окрім того весла різних рядів входили у воду під різними кутами — чим вище ряд тим кут був більший.
Роботою гребців керував спеціальний начальник — келейст (κελευστής), у якого був помічник, так званий, трієравл (τριηραύλης), який давав у разі потреби сигнали у сурму та виконував обов'язки корабельного економа.
Екіпаж трієр під час греко-перських війн складався з 180 гребців, 12-30 воїнів та 10-12 моряків, всього 200—220 осіб. На кормі містилася рубка капітана. Прикрасами корми на трієрі нерідко служили голова лебедя, флагшток з прапором, зображення богів тощо. Ніс корабля являв собою гострокінцевий дзьоб (на грецьких кораблях називався емболос, на римських ростр) і закінчувався або трьома зубцями, або фігурами голови крокодила, кабана та інших тварин. Якорів на трієрі було 4, пізніше 2; вони підіймалися й опускалися за допомогою коловорота.
Трієри не мали постійних щогл. Зазвичай на трієрі були 1-2, а за деякими джерелами і 3 з'ємні щогли. За попутного вітру моряки їх ставили, якщо ж вітер був незручний, або ж перед боєм їх знімали. Центральну щоглу ставили вертикально і розтягували канатами. Носову щоглу для маленького вітрила (артемона) ставили з нахилом вперед, спираючи на акростоль. Третю щоглу, таку ж коротку як і носова, ставили на кормі.
Щодо швидкості трієр існують різні думки. Скептики вважають, що крейсерська швидкість становила близько 5-6 вузлів, а максимальна не перевищувала 7-8. Сучасна реконструкція трієри «Олімпія» розвивала максимальну швидкість в 7 вузлів.

## Озброєння і тактика
У грецькі часи головним озброєнням трієри був таран, а головним тактичним прийомом — таранний удар. Римляни хоч і не відмовилися від тарану, але більше покладалися на абордаж та перестрілку, в той час як в класичну епоху для греків це були суто допоміжні види бою. Відповідно на ранніших грецьких трієрах військові залоги були невеликі і рідко перевищували 20-30 воїнів. Наприклад під час Саламінської битви на борту кожної трієри було лише по 8 гоплітів та 4 лучників. В римські ж часи навпаки до екіпажу триреми входило 80 морських піхотинців, а веслярів було дещо менше — близько 150. В разі ж якщо трирема перевозила війська, то римляни розмішували на ній до 200—250 солдатів.
Грецькі трієри не мали ніякого спеціального бортового озброєння. Ні метальних машин, ні абордажних містків, ані інших звичних для римлян пристосувань. Першим метальні машини на кораблі встановив тиран Сиракуз Діонісій в 399 році до нашої ери. З часів Александра Македонського та в еліністичний період метальні машини починають широко використовуватися на флоті, а найширшого поширення вони набули вже за римлян.
Щодо тактики, то вона сильно залежала від того, на що перш за все покладається корабель на таранний удар чи на абордаж. В разі використання тарану існувало два головні тактичні прийоми.
Першим був власне таран — в ідеалі його слід було здійснити на повній швидкості в борт ворожого корабля під кутом близьким до 90 градусів, після чого швидко дати задній хід аби вивільнити свій корабель та дати воді залитися в пробоїну. При цьому бажано було, аби атакувальний корабель був не меншим за жертву, а краще більшим за нього, бо інакше в нього могло не вистачити енергії для пробиття ворожого борту і міцності власної конструкції для того, щоб витримати удар. Окрім того, невеликий корабель міг просто застрягнути в борту більшого, а його команда опинилася в невигідному становищі, оскільки вороги з вищого борту могли б засипати її снарядами, або ж піти на абордаж чисельнішою залогою.
Другим тактичним прийомом був так званий «проплив» (грецькою diekplus). Він полягав в тому, щоб на повній швидкості пропливсти паралельним, бажано зустрічним, курсом вздовж ворожого борту, при цьому веслярі атакувального корабля за командою втягували весла. Якщо гребці атакованого корабля не встигали втягнути весла, то атакуючи ламав їх, при цьому ймовірно завдаючи травм багатьом ворожим веслярам. Результатом вдалого пропливу була втрата ворогом ходу, а такий корабель ставав легкою жертвою таранного удару.
Комбінація невдалого пропливу та спроби таранного удару призводила до виникнення тактичної ситуації яка звалася обхід (periplus). Кораблі проходили на зустрічному паралельному курсі або занадто далеко один від одного, щоб обламати весла, або ж обидва встигали втягнути їх. Після цього обидва кораблі швидко розверталися намагаючись зайти для удару в борт супротивника. В разі якщо обидва судна виконували маневр з однаковою швидкістю вони знову опинялися на зустрічному курсі і справа могла закінчитися новою спробою пропливу чи лобовим зіткненням.
Слід звернути увагу, що і таранний удар і проплив вимагали зближення кораблів впритул, що значно полегшувало абордаж. Саме тому римляни, що значно поступалися карфагенянам у виучці моряків, веслярів та керманичів, однак мали багато доброї піхоти, робили ставку на абордаж і розмішували на своїх кораблях значну залогу.
Зважаючи на основні тактичні прийоми стає очевидним, що явну перевагу отримувала сторона якій вдавалося на певній ділянці зосередити більше кораблів — що в разі таранного удару, що у випадку абордажу 2-3 кораблі мали явну перевагу атакуючи один. Особливо це стосувалося випадку коли кораблі меншого класу атакували більші. Відповідно античні флотоводці старалися ставити свої кораблі якомога тісніше. Однак в разі занадто щільного строю виникала інша небезпека — кораблі втрачали свободу до маневру. В цілому звичайним строєм для флоту античності було шикування у 2-3 лінії, причому кораблі кожної розташовувалися зі зміщенням на пів позиції. Ворожий корабель навіть здійснивши вдалий проплив, не міг розвернутися для атаки корабля першого ряду, бо тим самим підставляв свій борт під удар кораблів задніх рядів. У разі якщо треба було захистити якісь цінні кораблі чи уникнути прямої битви з переважаючим ворогом кораблі часом шикувалися «їжаком» — в тісне коло носами назовні.

## Виноски
1. ↑  За іншими даними, гребці були розміщені по рядах так 27-32-31, тобто всього 90 гребців з кожного боку.
2. ↑  Веслярів та моряків на трієрі було близько двохсот.